# Minettia quadrispinosa
Minettia quadrispinosa är en tvåvingeart som beskrevs av Malloch 1927. Minettia quadrispinosa ingår i släktet Minettia och familjen lövflugor.
Artens utbredningsområde är Taiwan. Inga underarter finns listade i Catalogue of Life.